# تامانكويرو (لاعب كرة قدم برتغالي)
راؤول سواريس دي فيغيريدو (بالبرتغالية: Raul Soares de Figueiredo؛ 22 يناير 1903 – 3 ديسمبر 1941)، المعروف باسم تامانكويرو (بالبرتغالية: Tamanqueiro‏)، كان لاعب كرة قدم برتغاليًا لعب كلاعب خط وسط.

## وصلات خارجية
- تامانكويرو (لاعب كرة قدم برتغالي) على موقع الاتحاد الدولي (مؤرشف)  (الإنجليزية)
- تامانكويرو (لاعب كرة قدم برتغالي) على موقع قاعدة بيانات كرة القدم.إي يو (الإنجليزية)
- تامانكويرو (لاعب كرة قدم برتغالي) على موقع ناشيونال فوتبول تيمز (الإنجليزية)
- تامانكويرو (لاعب كرة قدم برتغالي) على موقع عالم كرة القدم.نت (الإنجليزية)
- تامانكويرو (لاعب كرة قدم برتغالي) على موقع أوليمبيديا (الإنجليزية)